# Stenorhopalus gracilis
Stenorhopalus gracilis là một loài bọ cánh cứng trong họ Cerambycidae.